# Train song

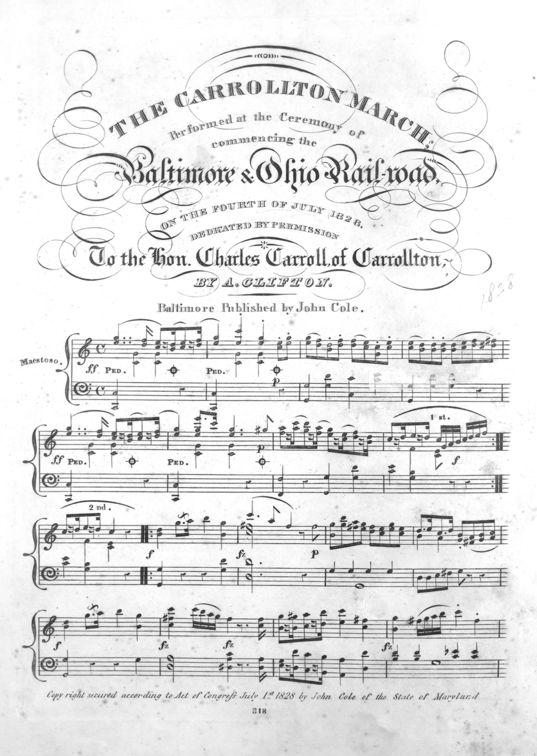
The Carrollton March est considérée comme l'une des toutes premières train songs.

Le terme train song, littéralement « chanson de train », désigne une chanson qui a pour thème le train ou le chemin de fer. Ce style de chanson est apparu en même temps que les premiers chemins de fer dans le premier tiers du XIXe siècle. Le thème du train est présent dans certaines chansons populaires,, comme pour City of New Orleans de Steve Goodman. Les train songs ont fait l'objet de compilations, avec par exemple Classic Railroad Songs en 2000.

## Genèse
The Carrollton March d'Arthur Clifton, publiée le 1er juillet 1828, est l'une des plus anciennes train songs américaines connues,. Deux jours plus tard est publiée Rail Road March de Charles Meineke. Les deux compositions sont spécialement composées pour l'inauguration de la Baltimore and Ohio Railroad le 4 juillet de cette même année,. D'autres lignes de chemin de fer sont par la suite inaugurées en chanson, comme le Pennsylvania Railroad.
De nombreux artistes, parmi lesquels Hank Snow et Jimmie Rodgers, se sont spécialisés dans l'interprétation de train songs.